# Batis capensis
El batis de El Cabo (Batis capensis) es una especie de ave paseriforme de la familia Platysteiridae propia del África austral.

## Distribución
Es un ave pequeña que se alimenta de insectos. Su plumaje posee un diseño llamativo. El macho adulto posee una corona gris, una máscara en la cara negra y garganta blanca. Su espalda es marrón, con grupas y cola negras y alas rufas. Sus partes inferiores son blancas con una amplia banda negra en el pecho y flancos rufos. El plumaje de la hembra y de los juveniles se diferencia en que la banda del pecho es más angosta y rufa, no negra, y tienen una pequeña mancha rufa en la garganta.

## Distribución y hábitat
Es residente de las tierras altas del sur y este de Sudáfrica y Zimbabue. Su hábitat natural son los bosques montanos húmedos siempre verdes y los valles boscosos.

## Ecología y comportamiento
Su nido en forma de cuenco es pequeño y lo construye en la zona baja de un árbol o en un arbusto. La hembra y el macho defienden su territorio de manera agresiva. Si se aproximan grandes aves de presa, animales o humanos, a menudo el ave se posa de manera conspicua cerca del intruso y protesta de manera audible.
Caza insectos al vuelo, o capturando presas del suelo. Su canto es un silbido triple: cherra-warra-warra o foo-foo-foo.